# 지바현도 제113호선

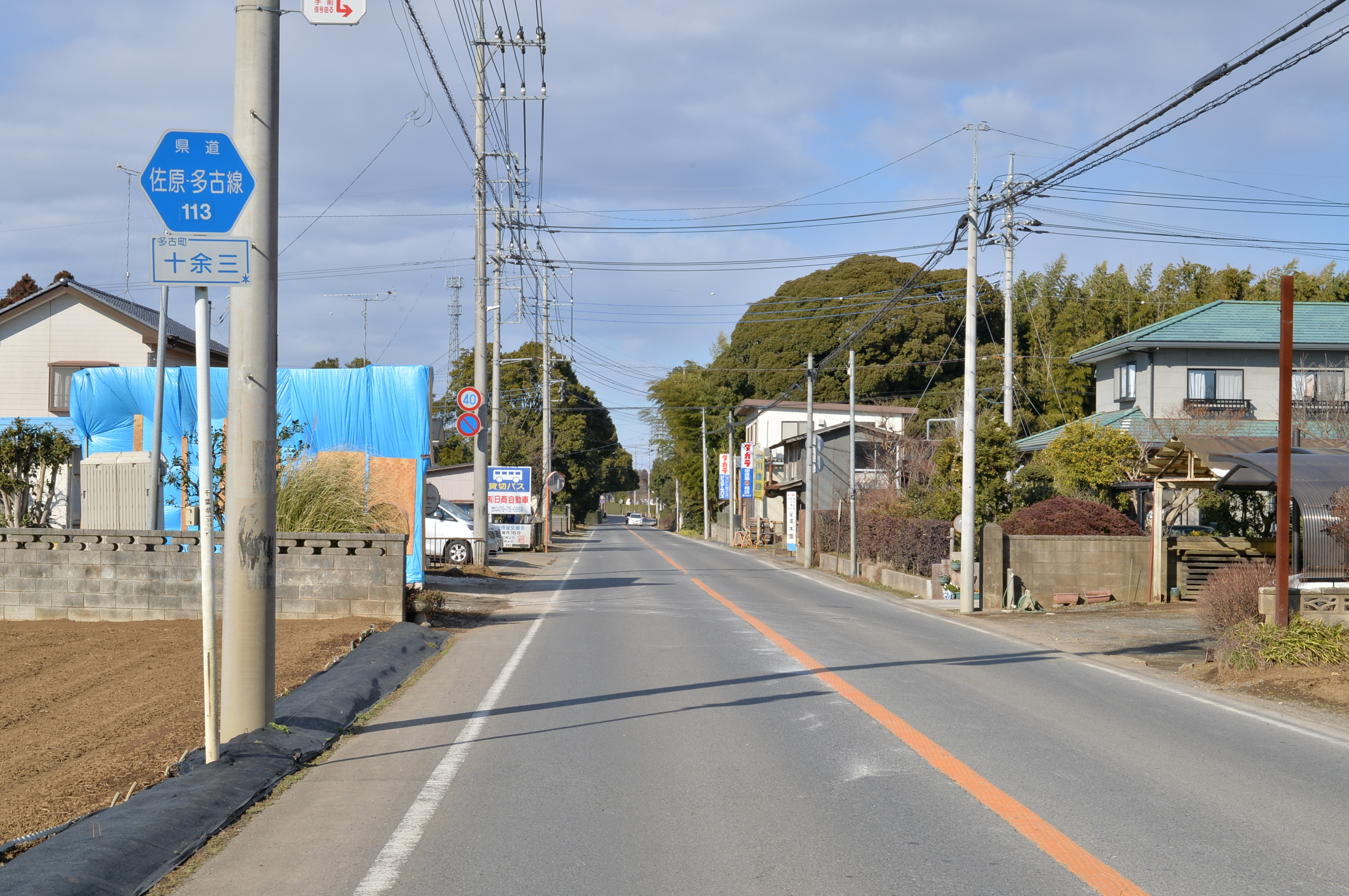

113번 지바현도(일본어: 千葉県道113号佐原多古線→지바현도 113호 사와라-다코선)는 지바현 가토리시(구. 사와라시 지역)에서 가토리군 다코정까지 이어지는 일본의 현도(縣道) 노선이다.